# داريل (مغني راب)
أوسفالدو إلياس كاسترو هيرنانديز  (ب. 5 يناير 1990) ، المعروف باسم المسرح ، داريل هو مغني راب وكاتب أغاني بورتوريكو متخصص في موسيقى الريغيتون واللاتينية . ولد في بورتوريكو وانتقل إلى نيويورك.  وقع على White Lion Records و Sony Music Latin . 

## روابط خارجية
- داريل على موقع ميوزك برينز (الإنجليزية)